# 3843 OISCA
3843 OISCA eller 1987 DM är en asteroid i huvudbältet som upptäcktes den 28 februari 1987 av den japanska astronomen Yoshiaki Oshima vid Gekko-observatoriet. Den är uppkallad efter The Organization for Industrial, Spiritual and Cultural Advancement (OISCA).
Asteroiden har en diameter på ungefär 30 kilometer och den tillhör asteroidgruppen Hilda.